# إدوين ر. في. رايت
إدوين ر. في. رايت هو صحفي ومحامي وسياسي أمريكي، ولد في 2 يناير 1812 في هوبوكين في الولايات المتحدة، وتوفي في 21 يناير 1871 في جيرسي سيتي في الولايات المتحدة. نشط حزبياً في الحزب الديمقراطي. وقد انتخب عضو مجلس النواب الأمريكي ‏.